# Biafades
Els biafades és un grup ètnic de Guinea Bissau, amb petits grups al Senegal i Gàmbia. Aquest grup és sovint considerat com un subgrup dels tenda. Parlen el biafada, que pertany a les llengües nigerocongoleses.

## Demografia
A Guinea Bissau, els Biafada es divideixen en quatre grups. Un petit grup viu a la riba nord del riu Gueba i parla el dialecte Gool. Dos grups més grans viuen a la regió de Quinara, al sud-oest del país, i parlen els dialectes bubwas i guinala. El quart grup viu a la regió de Tombali, a la frontera amb Guinea, i parla el dialecte bagandada.

## Història
Antigament havia estat agrupat en tres regnes: Biguda, Guinala i Bissege.

## Economia
Com la majoria dels africans occidentals, els biafada són agricultors. Els seus cultius bàsics són el blat de moro, la iuca i l'arròs. No obstant això, a causa de la globalització, sinó que també plantegen altres cultius que es van originar en altres parts del món: carabassa, melons, patates, pebrots i tomàquets. També es dediquen a la ramaderia d'ovelles i cabres per a carn, ja que no prenen llet d'aquests animals. Això redueix la importància de la caça.

## Cultura
Una cerimònia celebra com cada nen es prepara per entrar a la pubertat. Una característica d'aquestes cerimònies és la pràctica de circumcisió. Normalment, això s'aplica als homes, però de vegades també a les dones.
En les famílies més conservadores està prohibit a les dones quedar-se embarassada fora del matrimoni. Si això passa, la dona i l'home estan subjectes a un dur càstig coneguda com di minjer justisa (literalment: "justícia per les dones"). Això va ser prohibit a Guinea Bissau, en la dècada de 1970. Tanmateix, en realitat, la poligàmia és comuna.
La majoria de biafades són musulmans sunnites. Alguns, però, són catòlics o animistes que creuen que els objectes tenen esperits. Els biafades barregen l'islam amb ritus animistes. Prop d'una dotzena de biafades són protestants, la majoria residents a Biafada. Altres biafades són catòlics a la capital.